# Olimpíada de ajedrez de 2012
La  XL Olimpíada de ajedrez tuvo lugar en Estambul, Turquía, del 27 de agosto al 10 de septiembre de 2012. Fue organizada por la Federación Internacional de Ajedrez (FIDE) y comprendía un torneo abierto y otro de mujeres, así como otras modalidades. Era la segunda ocasión que dicha ciudad albergaba una olimpíada desde el año 2000.
Participaron 162 equipos en el torneo abierto y 131 en el torneo femenino, con más de 1700 jugadores con sus respectivos capitanes. Los equipos fueron emparejados en once rondas de la competición que se desarrolló según el sistema suizo. La mayoría de partidas tuvo lugar en el World Trade Center de Estambul. El juez principal de la olimpíada era el griego  Panagiotis Nikolopoulos.

## Antecedentes
Estambul albergó las olimpíadas de ajedrez de 2000, que marcó el inicio
del auge del juego en el país. Desde entonces, en Turquía han tenido lugar más de 100 eventos internacionales, entre ellos campeonatos europeos y también en categoría juvenil, tanto mundiales como olímpicos. El número de miembros de la federación turca de ajedrez se ha incrementado de tres mil a 250 000 en apenas tres años. Se considera  como responsable del notable desarrollo del ajedrez al presidente de la federación turca,  Ali Nihat Yazıcı, quien fue elegido posteriormente como vicepresidente de la FIDE.

## Elección
El otorgamiento de la sede para la Olimpíada de ajedrez de 2012 se realizó en el 78° congreso de la FIDE durante las Olimpíadas de 2008 en Dresde, Alemania, en el mes de noviembre de ese año. Estambul ganó la candidatura por 95 votos a favor por 40 de Budva, Montenegro.

## La Olimpíada

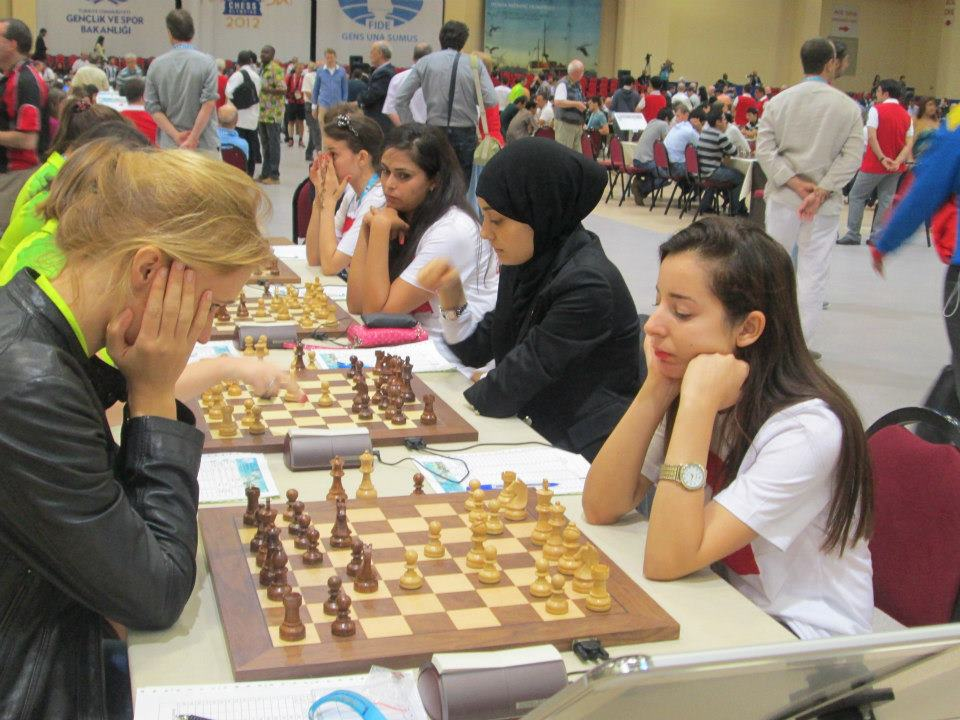
Partidas de ajedrez en desarrollo en Estambul.

### Formato de competición
El torneo se llevó a cabo bajo el formato del sistema suizo. El tiempo  para cada juego era de 90 minutos por 40 jugadas, con un añadido de 30 segundos por jugada, y 30 minutos después de la jugada número cuarenta. Un jugador tenía la facultad de ofrecer a su oponente que la partida terminase en empate, pero el ofrecimiento debía hacerse una tan sola vez durante la partida. Once rondas fueron jugadas, en las que los equipos se enfrentaron unos a otros. Cada equipo se encontraba conformado por cuatro ajedrecistas, y también podía disponer de un jugador de reserva.
Los equipos fueron clasificados de acuerdo a los puntos que ganaron en cada ronda. En caso de empate, el criterio de desempate era el siguiente: 1. por el sistema Sonneborn-Berger; 2. El número de puntos ganados; y 3. El número de puntos de los oponentes, excluyendo el de menor puntaje.

### Torneo abierto
En el torneo abierto se enfrentaron 162 equipos que representaron a 159 países. Turquía, como país anfitrión, tenía tres equipos, mientras que la  Asociación Internacional de Ajedrez Braille, la Asociación Internacional de Ajedrez para Discapacitados, y el Comité Internacional de Ajedrez Silente, tenían un equipo representante cada una.
Armenia, liderado por el segundo clasificado a nivel mundial, Levon Aronian, ganó el tercer título en su historia, siendo sus anteriores triunfos en 2006 y 2008.  El equipo ruso era el favorito para ganar la olimpíada, pero falló en conquistar el título y ocupó el segundo puesto, mientras que Ucrania, el campeón de 2008, finalizó en el tercer puesto. Tres equipos (China, Armenia y Rusia) se encontraban empatados en la tabla de posiciones antes de la última ronda, en la que China tenía la ventaja por el criterio de desempate. 
Los chinos, sin embargo, enfrentaron a los ucranianos, liderados por Vasily Ivanchuk, mientras que los armenios enfrentaron a Hungría, y Rusia jugó contra Alemania. Los armenios y los rusos ganaron sus respectivos juegos, pero Ucrania derrotó a China 3-1, lo que impidió que China ganara una medalla. Ucrania y Rusia empataron en la tabla de posiciones, pero los armenios tenían a su favor el criterio de desempate, por lo que se adjudicaron su tercer título olímpico. Ucrania, gracias a su victoria sobre China en la última ronda, ganó la medalla de bronce.
| #  | País           | Jugadores                                                                            | Promedio | MP | dSB   |
| -- | -------------- | ------------------------------------------------------------------------------------ | -------- | -- | ----- |
| 1  | Armenia        | Aronian, Movsesian, Akopian, Sargissian, Petrosian                                   | 2724     | 19 | 397.0 |
| 2  | Rusia          | Kramnik, Grischuk, Kariakin, Tomashevsky, Jakovenko                                  | 2769     | 19 | 388.5 |
| 3  | Ucrania        | Ivanchuk, Ponomariov, Volokitin, Eljanov, Moiseenko                                  | 2730     | 18 |       |
| 4  | China          | Wang Hao, Wang Yue, Ding Liren, Bu Xiangzhi, Li Chao                                 | 2694     | 17 | 390.5 |
| 5  | Estados Unidos | Nakamura, Kamsky, Onischuk, Akobian, Robson                                          | 2702     | 16 | 361.0 |
| 6  | Países Bajos   | Giri, Van Wely, Sokolov, Smeets, Stellwagen                                          | 2682     | 16 | 329.0 |
| 7  | Vietnam        | Le Quang Liem, Nguyen Ngoc Truong Son, Nguyen Van Huy, Nguyen Doc Hoa, Dao Thien Hai | 2589     | 16 | 313.5 |
| 8  | Rumania        | Lupulescu, Parligras, Marin, Vajda, Nevednichy                                       | 2600     | 16 | 310.0 |
| 9  | Hungría        | Leko, Almasi, Polgar, Berkes, Balogh                                                 | 2708     | 15 | 368.0 |
| 10 | Azerbaiyán     | Radjabov, Safarli, Mamedyarov, Mamedov, Guseinov                                     | 2693     | 15 | 344.0 |
MP: Matchpoints, resulta de la suma de puntos otorgados por victorias (2), empates (1) y derrotas (0).
dSB: Sistema de desempate Sonneborn-Berger.

### Premios individuales
Todos los premios fueron otorgados de acuerdo al promedio individual logrado en el evento. Mamedyarov, quien jugó en el tercer tablero, tuvo el mejor desempeño de los jugadores participantes:
- Tablero 1:  Levon Aronian 2849
- Tablero 2:  David Navara 2869
- Tablero 3:  Shakhriyar Mamedyarov 2880
- Tablero 4:  Vladislav Tkachiev 2750
- Reserva:    Dmitry Jakovenko 2783

### Torneo femenino
En el torneo femenino se enfrentaron 131 equipos que representaron a 126 países. Como en el torneo abierto, Turquía tenía tres equipos, mientras que la  Asociación Internacional de Ajedrez Braille, la Asociación Internacional de Ajedrez para Discapacitados, y el Comité Internacional de Ajedrez Silente, contaban con un equipo representante cada una.
Rusia ganó la medalla de oro en el torneo femenino, por segunda ocasión consecutiva. China, liderada por la campeona mundial Hou Yifan, logró el segundo puesto, mientras que el tercero fue para Ucrania. Los equipos que ocuparon el podio fueron los únicos que terminaron invictos. China y Rusia llegaron a la final contra Bulgaria y Kazajistán, respectivamente, y se encontraban empatados en el primer puesto con China, que ganaba por el criterio de desempate. El equipo ruso ganó 4 - 0 ante Kazajistán, mientras China enfrentó a Bulgaria, aunque con dificultades, con un marcador de 2,5 - 1,5. Ambos equipos estaban empatados en el tope de la tabla general, pero Rusia ganó finalmente por el criterio de desempate. Ucrania ganó la última partida contra Alemania 3,5 - 0,5, llevándose la medalla de bronce.
| #  | País           | Jugadoras                                                         | Promedio | MP | dSB   |
| -- | -------------- | ----------------------------------------------------------------- | -------- | -- | ----- |
| 1  | Rusia          | T. Kosintseva, Gunina, N. Kosintseva, Kosteniuk, Pogonina         | 2513     | 19 | 450.0 |
| 2  | China          | Hou Yifan, Zhao Xue, Ju Wenjun, Huang Qian, Ding Yixin            | 2531     | 19 | 416.0 |
| 3  | Ucrania        | Lahno, Muzychuk, Zhukova, Ushenina, Yanovska                      | 2471     | 18 |       |
| 4  | India          | Dronavalli, Karavade, Sachdev, Gomes, Soumya                      | 2412     | 17 |       |
| 5  | Rumania        | Foisor, Bulmaga, Cosma, L'ami, Sandu                              | 2377     | 16 | 313.5 |
| 6  | Armenia        | Danielian, Mkrtchian, Galojan, Kursova, Hairapetian               | 2404     | 16 | 313.0 |
| 7  | Francia        | Skripchenko, Milliet, Maisuradze, Collas, Bollengier              | 2350     | 15 | 347.5 |
| 8  | Georgia        | Dzagnidze, Khotenashvili, Javakhishvili, Khurtsidze, Batsiashvili | 2390     | 15 | 344.0 |
| 9  | Irán           | Pourkashiyan, Khademalsharieh, Hejazipour, Hakimifard, Ghaderpour | 2267     | 15 | 339.0 |
| 10 | Estados Unidos | Zatonskih, Krush, Foisor, Goletiani, Abrahamyan                   | 2419     | 15 | 326.0 |
MP: Matchpoints, resulta de la suma de puntos otorgados por victorias (2), empates (1) y derrotas (0).
dSB: Sistema de desempate Sonneborn-Berger.

### Premios individuales
Todos los premios fueron otorgados de acuerdo al promedio individual logrado en el evento.  Nadezhda Kosintseva, quien jugó en el tercer tablero, tuvo el mejor desempeño de las jugadoras participantes:
- Tablero 1:  Hou Yifan 2645
- Tablero 2:  Zhao Xue 2574
- Tablero 3:  Nadezhda Kosintseva 2693
- Tablero 4:  Huang Qian 2547
- Reserva:    Natalia Pogonina 2487

## Campeonato absoluto
El trofeo Nona Gaprindashvili se otorga al país que logró el mayor número de puntos en los torneos abierto y femenino. Si dos equipos se encuentran empatados, se aplicará el mismo criterio de desempate ya establecido en el evento. El galardón fue instituido en 1997 por la FIDE.
| # | Equipo  | MP | dSB   |
| - | ------- | -- | ----- |
| 1 | Rusia   | 38 |       |
| 2 | China   | 36 | 806.5 |
| 3 | Ucrania | 36 | 781.5 |

## Controversias
El 24 de noviembre de 2010, el New York Times publicó un artículo en el que se especulaba que la Federación Turca de Ajedrez habría pagado a los votantes alrededor de 120 mil dólares para ganar la candidatura de la Olimpíada. Las sospechas tenían como fundamento el reporte financiero publicado en la web oficial de la federación, en la que había una nota en la que se detallaba esa cantidad para cubrir los costos de pabellones, recuerdos, reuniones técnicas, así como estadía en hoteles, transporte y comida con el propósito que los delegados de la FIDE votasen por la candidatura. En la respuesta oficial de la federación turca se negaron las imputaciones y se mencionó que la suma gastada no era tan desproporcionada. Se aclaró además que los costos fueron para los delegados de la delegación turca en el congreso de la FIDE en Dresde, y que los gastos documentados en las facturas daban fe de que ningún dinero  había sido ofrecido a los delegados de la FIDE y que ningún gasto había sido reembolsado.
Por otra parte, en el mes de junio de 2012, el presidente de la federación turca de ajedrez, Ali Nihat Yazıcı, anunció que ningún juez proveniente de Alemania, Inglaterra, Francia, Georgia, Suiza, Ucrania, y los Estados Unidos serían admitidos en el evento, por el involucramiento de dichos países en procesos legales contra la FIDE, que causaron problemas financieros y la pérdida de beneficios que serían distribuidos para la promoción del ajedrez a nivel mundial. Días después, la Federación Inglesa de Ajedrez envió una carta de protesta a la FIDE, que fue firmada posteriormente por otras federaciones como muestra de apoyo.